# Janina Fautz
Janina Naomi Fautz (Mannheim, 31 maggio 1995) è un'attrice tedesca.

## Biografia
Già a otto anni entra a far parte del cast di un programma televisivo per aiutare i bambini del terzo mondo.

Nel 2005, Joseph Vilsmaier, ha osservato la Fautz, ed ha ottenuto un ruolo in un suo film, Der Weihnachtsbrei.

Dal 2007, comincia il vero debutto. Ha preso parte nel ruolo di Klette in Die Wilden Kerle 4 e 5. È stata anche presa per un telefilm di Gabi Kubach.

Nel 2009 ha interpretato Erna nel pluripremiato film di Michael Haneke, Il nastro bianco.

## Filmografia

### Cinema
- Il Weihnachtsbrei, regia di Joseph Vilsmaier (2005)
- Murder of Innocence, regia di Shawn Justice(2006)
- 312 Suchkind, regia di Gabi Kubach (2007)
- La tribù del pallone - Alla conquista della coppa (Die Wilden Kerle 4), regia di Joachim Masannek (2007)
- La tribù del pallone - L'ultimo goal (Die Wilden Kerle 5), regia di Joachim Masannek (2008)
- Il nastro bianco (Das weiße Band - Eine deutsche Kindergeschichte), regia di Michael Haneke (2009)
- Ein Sommer in Kapstadt, regia di Imogen Kimmel (2010)
- La mia diabolica amica (Meine teuflisch gute Freundin), regia di Marco Petry (2018)

### Televisione
- Allen gegen die zeit (2010)

## Doppiatrici italiane
- Daniela Fava ne La tribù del pallone- Alla conquista della coppa, La tribù del pallone - L'ultimo goal
- Lilian Caputo ne Il nastro bianco